# Rhétská dráha
Rhétská dráha (německy Rhätische Bahn, italsky Ferrovia retica, rétorománsky Viafier retica; VKM: RhB) je největší soukromá železniční společnost ve Švýcarsku, jež provozuje dopravu na rozsáhlé síti metrového rozchodu v kantonu Graubünden. Část železničních tratí Rhétské dráhy je od roku 2008 součástí světového kulturního dědictví UNESCO.

## Historie

### Základní síť

Plakát Rhétské dráhy z roku 1909

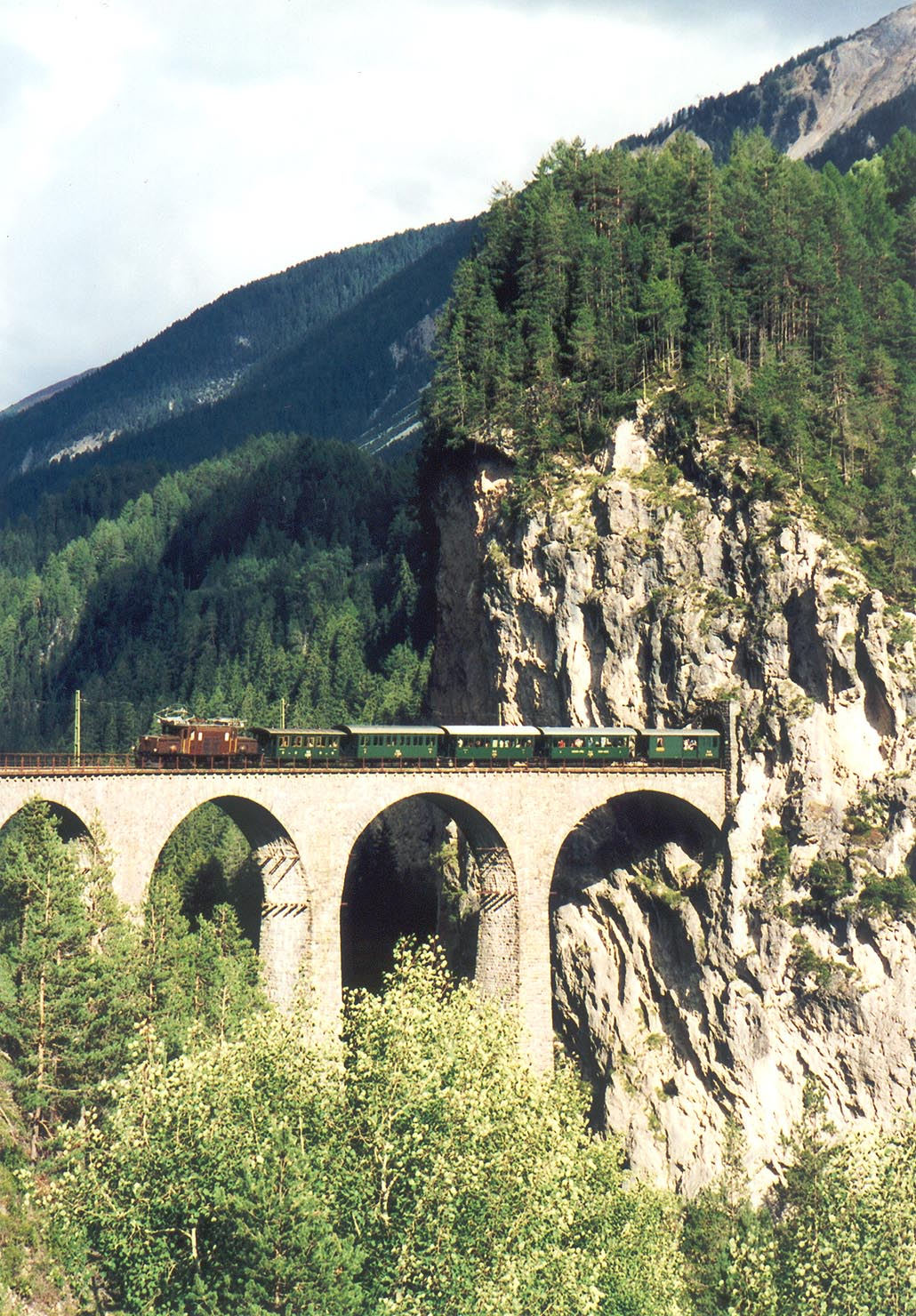
Landwasserviadukt - jedno z nejznámějších míst RhB. Snímek z roku 2003 s historickým vlakem

Jediná normálněrozchodná trať kantonu Graubünden byla postavena v roce 1858 společností Spojených švýcarských drah, a to z Rorschachu do Churu. Na území kantonu měří pouhých 17 km a dnes je téměř v celé této délce z Landquartu do hlavního města Churu sledována souběžnou úzkorozchodnou tratí (1000 mm) Rhétské dráhy (RhB). Z Landquartu vede úzkou soutěskou stejnojmenné řeky nejstarší trať RhB do Davosu. S návrhem na její výstavbu přišli Dr. Alexander Spengler a podnikatel nizozemského původu Willem Jan Holsboer, oba významné osobnosti lázeňského střediska Davos. Ti 7. září 1872 založili Výbor pro stavbu železnice Landquart–Davos a zpočátku navrhovali výstavbu normálněrozchodné železnice.
V náročném prostředí (Rhétských Alp) vyžadoval takový projekt velmi mnoho finančních prostředků, které se však nepodařilo shromáždit. K obratu došlo až v roce 1884, kdy byla uvedena do provozu Arlberská dráha v sousedním Rakousku a převzala tranzit zboží přepravovaného do té doby po silnicích hlavně přes Davos a průsmyk Flüelapass do údolí Innu. Tím byla dostatečně prokázána výhodnost a potřeba železniční dopravy v oblasti a 15. srpna 1886 byl schválen návrh na stavbu tratě metrového rozchodu. Projekt vypracovala firma Philipp Holzmann z Frankfurtu nad Mohanem a práce začaly 29. června 1888. Už za rok, 29. září 1889, přijel první vlak z Landquartu do Klostersu. Oficiálně byl provoz zahájen 9. října tohoto roku. Za stanicí Klosters Platz. která byla až do vybudování tunelu v letech 1930–1932 úvraťová, dráha opouští údolí řeky a následuje náročný 17,5 km dlouhý úsek do Davosu. Tato trať byla uvedena do provozu až v roce 1890. Železnici tehdy provozovala akciová společnost pro stavbu trati Landquart–Davos (Schmalspurbahn Landquart–Davos AG, zkratka LD), která byla v roce 1895 přejmenována na Rhétskou dráhu.
Stavba první tratě z kantonálního hlavního města Churu na jihozápad do Reichenau a Thusis začala na podzim 1894 a skončila 1. července 1896. Vzápětí, 29. srpna 1896, byla dokončena i úzkorozchodná spojovací trať mezi Landquartem a Churem. Koncem roku 1896 dosáhla Rhétská dráha délky 91,1 km a službu na ní vykonávalo 296 zaměstnanců. Tehdy Holsboer, který se mezitím stal švýcarským občanem, prosadil v kantonálním parlamentu zákon, podle kterého se zřizovatelem Rhétské dráhy stává kanton Graubünden. Dráha zůstává i nadále akciovou společností, avšak 95,5 % všech akcií dnes vlastní Švýcarská konfederace a kanton Graubünden. 1,4 % je v majetku obcí a pouze 4,1 % je dodnes v rukou soukromníků. Proto se Rhétské dráze někdy také říká státní společnost. Po vzoru lokomotiv Švýcarských spolkových drah, označených znakem Švýcarské konfederace, mají lokomotivy RhB na čelech znak kantonu Graubünden.
Na síť stále ještě nebylo připojeno horské letovisko St. Moritz v horním Engadinu. Projekt tratě z Thusis přes Tiefencastel, Bever a Samedan vypracoval profesor Friedrich Hennings. Trať vedl údolím řeky Albuly až do Bergünu, kde byl postaven před úkol převést koleje přes horský masiv do údolí Innu. Aby dosáhl Predy, kam umístil severní portál tunelu pod Albulským průsmykem, musel využít stoupání 35 ‰ a soustavy mnoha šroubovicových tunelů a galerií. Na trati mezi stanicemi Bergün a Preda, vzdálenými od sebe asi 5,5 km, byla trať v terénu rozvinuta na 12,6 km a mohl překonat převýšení 416 m. Na trati jsou dva pozoruhodné mosty: Soliserský viadukt, vysoký 89 m a dlouhý 164 m, a Landwasserviadukt, vysoký 65 m a dlouhý 130 m, ležící v oblouku o poloměru 100 m. Stavba byla zahájena roku 1899 a pracovalo na ní současně až 4331 dělníků, nepočítaje v to raziče Albulského tunelu. Do provozu byla uvedena 1. července 1903 a končila ve stanici Celerina/Schlarigna. Poslední čtyři kilometry mohly být dokončeny teprve o rok později 10. července 1904, kdy bylo po zásahu Spolkové rady v Bernu konečně určeno místo pro nádraží v St. Moritz.
To už byla 1. června 1904 otevřena i trať z Reichenau-Tamins do Ilanzu. Do stanice Disentis/Mustér, kde na ni dnes navazuje dráha společnosti Matterhorn Gotthard Bahn téhož rozchodu, byla prodloužena 1. srpna 1912.
Trať Samedan–Pontresina byla otevřena 1. července 1908 a trať Davos–Filisur přesně o rok později. Nachází se na ní Wiesenský viadukt, dlouhý 210 m a vysoký 88 m, a Brombenzský viadukt, ohraničený na obou koncích tunelovými portály. Na engadinské trati Bever – Scuol-Tarasp byl zahájen provoz 1. července 1913 od počátku v elektrické trakci. Do roku 1922 byla elektrifikována celá síť systémem sníženého kmitočtu 11 kV 16 2/3 Hz. Bylo dodáno celkem 10 lokomotiv Ge 6/6 I, které vstoupily do dějin RhB pod přezdívkou Krokodýl. Byly určeny pro těžké nákladní vlaky. Při rychlosti 30 km/h utáhly do stoupání 35 ‰ vlak o hmotnosti 200 tun. Dodnes jsou některé z nich používány při vyhlídkových jízdách zvláštních vlaků.

### Začlenění ostatních drah kantonu

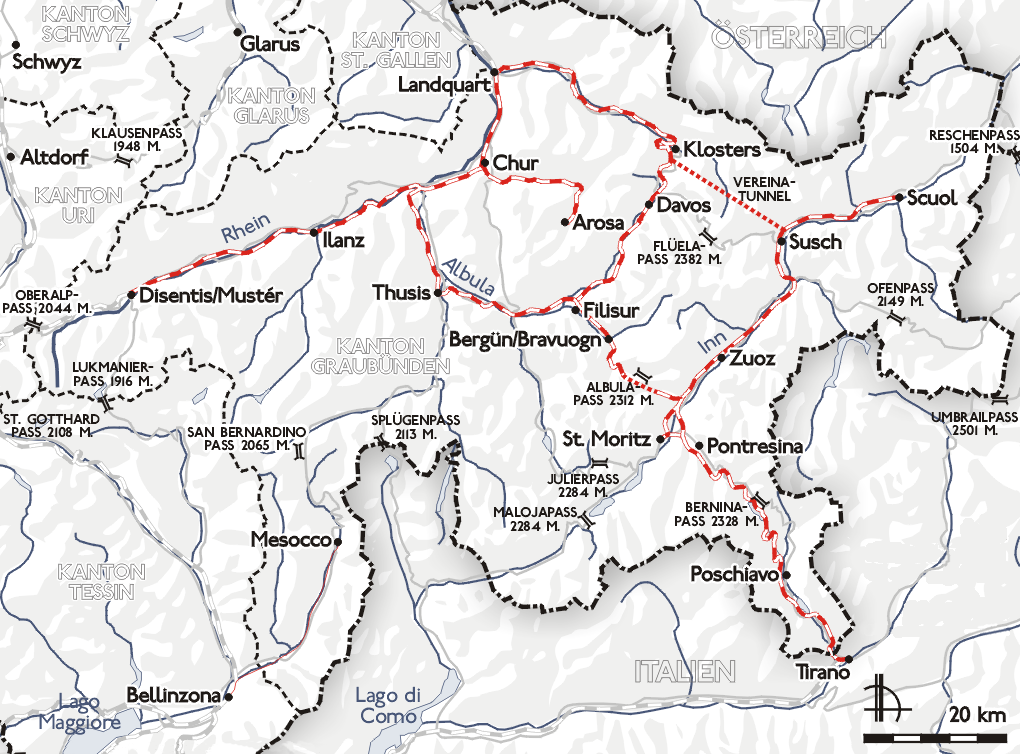
Mapka tratí společnosti

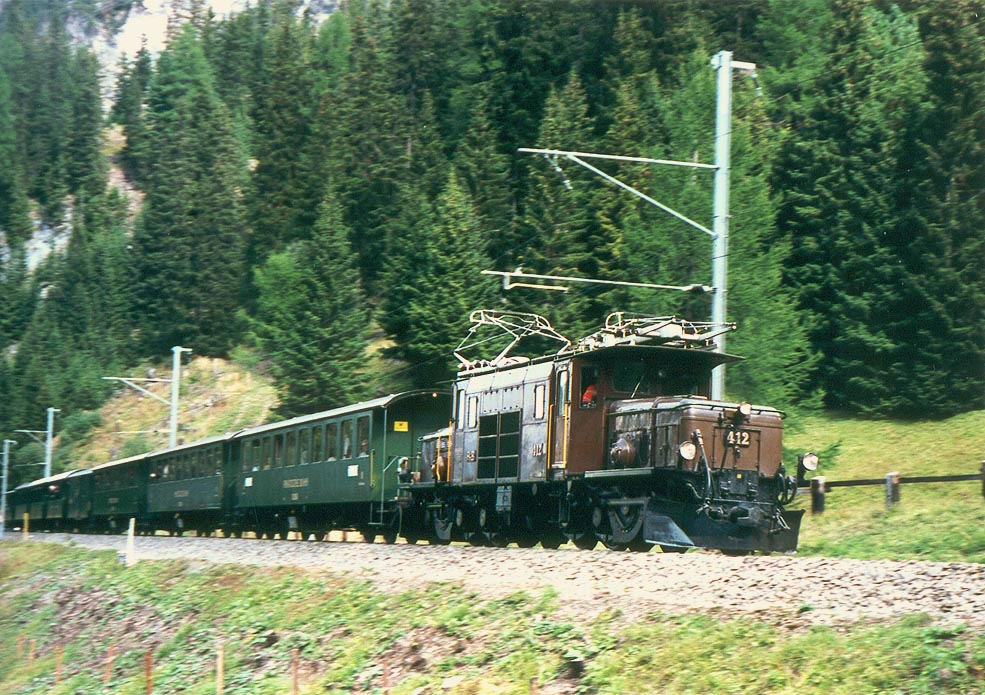
Historický vlak ve stoupání před stanicí Preda. V úseku Preda–Bergün vede podle trati naučná stezka. Lokomotiva číslo 412 v čele vlaku byla v roce 2008 z důvodu poškození převodů zrušena a sešrotována

Ve čtyřicátých letech byly k RhB přičleněny ostatní železnice kantonu, všechny s metrovým rozchodem, ale elektrifikované systémy stejnosměrného proudu různého napětí.
Roku 1942 to byla trať Chur–Arosa postavená v letech 1912–1914 s napětím 2400 V.
Téhož roku byla začleněna Berninská dráha ze St. Moritz do italského Tirana, postavená 1906–1910 s napětím 1000 V. Berninská dráha jako jediná železnice překračuje Alpy bez použití vrcholového tunelu. Mezi stanicemi Tirano (429 m n. m.) a Ospizio Bernina (2253 m n. m.) překonává výškový rozdíl 1 824 metrů bez použití ozubnice, sklony na této trati dosahují až 70 ‰.
Roku 1944 byla Rhétskou dráhou převzata trať Bellinzona–Mesocco, nenavazující na stávající síť RhB, přicházející ze sousedního kantonu Ticino a postavená v letech 1905–1907 s napětím v troleji 1500 V. Tím se délka sítě zvětšila na 394 km a RhB se stala největší soukromou drahou ve Švýcarsku. Tato trať již součástí RhB není - roku 1972 byla zastavena osobní doprava, kvůli sesuvu půdy byl roku 1978 uzavřen úsek mezi stanicemi Cama a Mesocco a byl zachován byl pouze úsek Castione – Cama pro nákladní dopravu; v roce 2003 byla trať předána muzejnímu spolku. V prosinci 2013 byl ukončen i muzejní provoz, protože 14. prosince 2013 vypršela platnost koncese na osobní dopravu a kanton Graubünden požádal spolkovou vládu o zrušení koncese na infrastrukturu, která byla platná do konce roku 2020. Mezitím byly dlouhé úseky trati rozebrány a uvažovalo se o zřízení muzea v Gronu. Z toho však sešlo, protože dříve používaná hala musela být do roku 2021 vyklizena.

### Další rozvoj

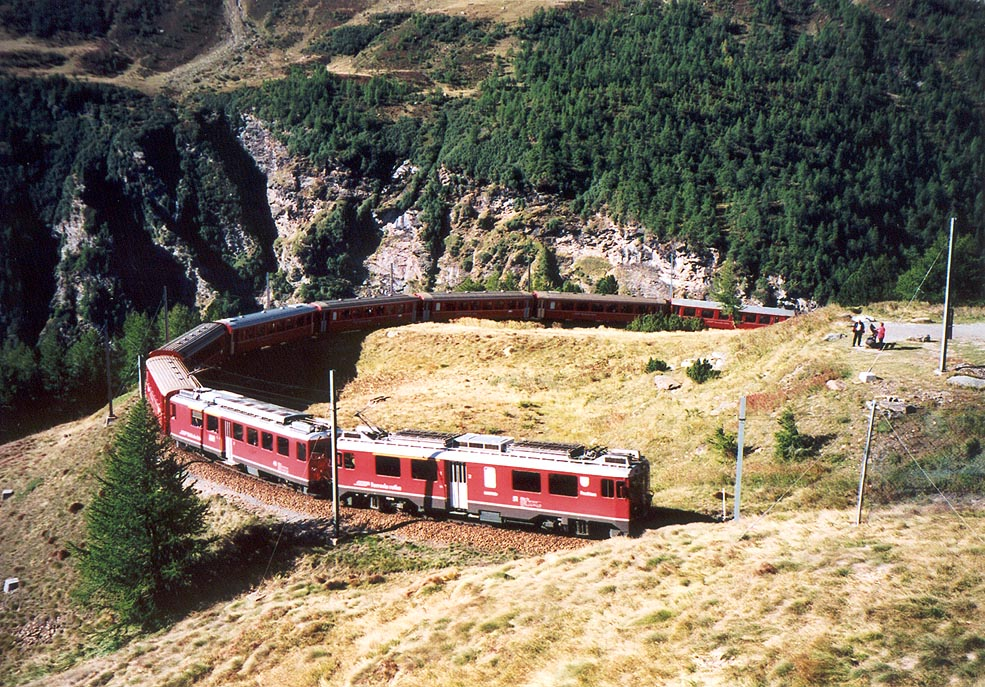
Berninská dráha jako jediná překonává Alpy bez vrcholového tunelu, ovšem za cenu ostrých oblouků a až 70‰ spádů

Trať Chur–Arosa byla v roce 1997 přestavěna na napájecí systém 11 kV 16,7 Hz.
V prosinci 1986 uvolnil švýcarský parlament prostředky na vybudování dalšího spojení do Engadinu. Trať mezi stanicemi Klosters a Sagliains byla otevřena v roce 1999 a je 22 km dlouhá, z toho 19 km připadá na tunel Vereina, který se tak stal nejdelším úzkorozchodným tunelem světa. Řidiči osobních aut mají možnost přepravit své vozidlo autovlakem jezdícím mezi oběma konci tunelu a vyhnout se tak dobrodružné cestě přes 2 383 m vysoký průsmyk Flüelapass.

### Současnost

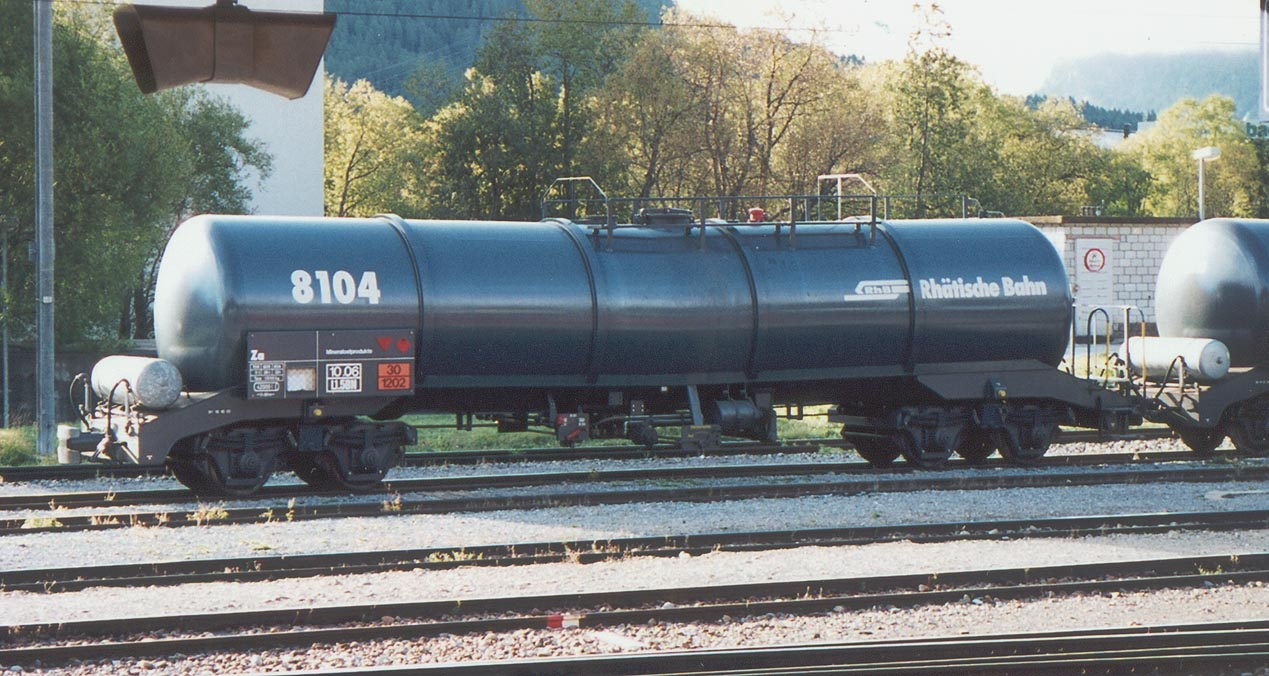
O tom, že úzkorozchodná síť RhB má stále své nezastupitelné místo v dopravě svědčí i pořizování moderních vozidel

Délka sítě k roku 2024 činí 385 km.
Jako v celém Švýcarsku i zde platí taktový jízdní řád.
V okolí tratí Chur – Thusis – Filisur, Chur – Landquart – Klosters – Davos bydlí 70 tisíc lidí, tj. polovina všech obyvatel kantonu. Proto má doprava na těchto úsecích předměstský charakter. Od roku 1971 ji zajišťovaly elektrické jednotky typu Be 4/4, dodané roku 1971. Byly vybaveny dálkovým ovládáním dveří a mnohonásobným řízením. Tyto jednotky byly roku 2022 vyřazeny z provozu a nahrazeny modernějšími jednotkami typu ABe 4/16 („Allegra“ a „Capricorn“).
Proslulý vyhlídkový vlak Glacier Express spojuje St. Moritz přes stanici Disentis/Mustér, kde přepřahá lokomotivu a přechází na trať společnosti Matterhorn Gotthard Bahn, s Zermattem. Cestu urazí za 7,5 hodiny, projede přitom 291 mostů a 91 tunelů. V letní sezóně jedou až tři páry těchto vlaků.

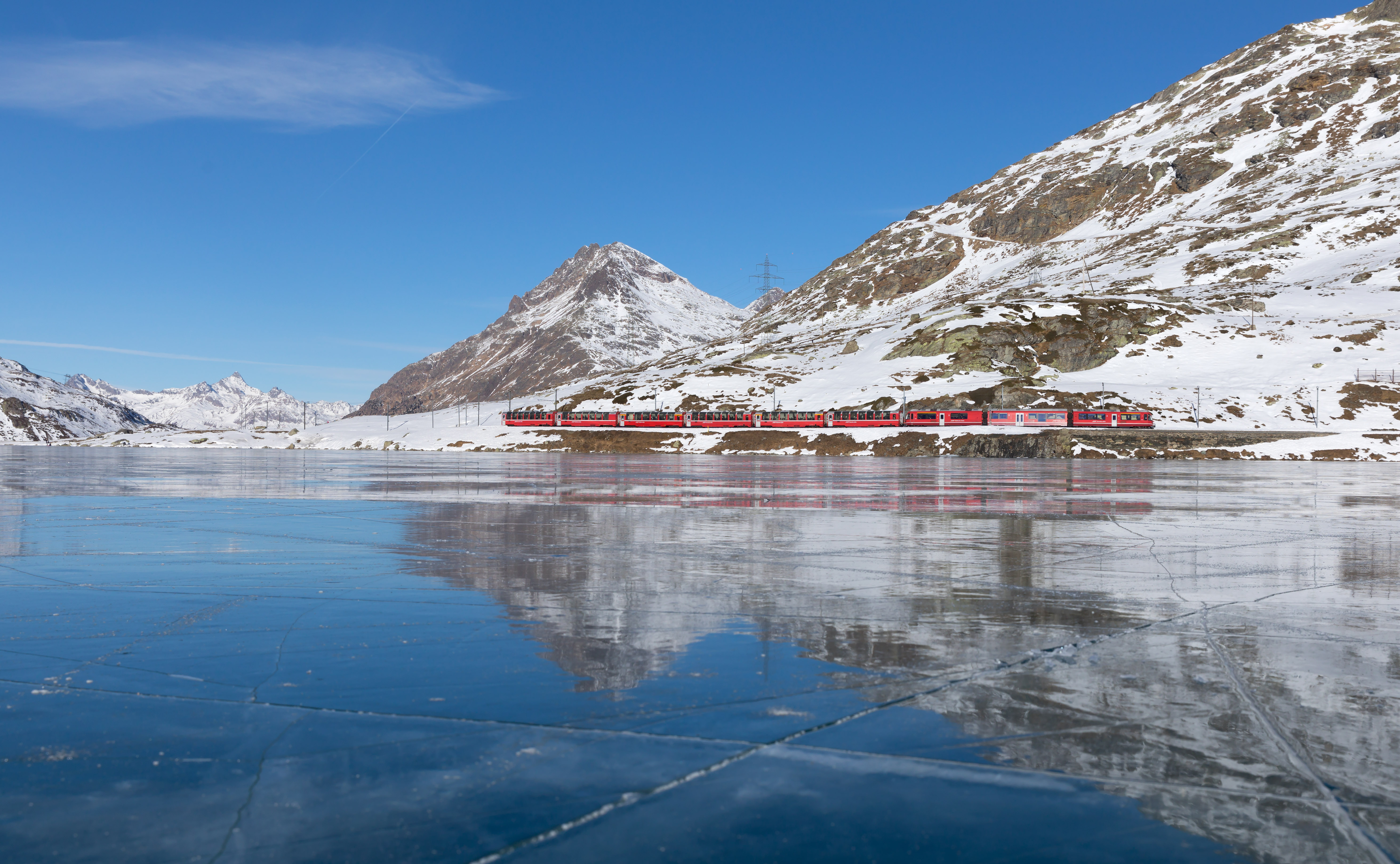
Bernina Express při jízdě podél zamrzlého jezera Lago Bianco

Na Berninské dráze je od roku 1973 v provozu také neméně slavný vyhlídkový vlak Bernina Express. Ten spojuje Chur se Samedanem, Poschiavem a italským Tiranem.
Na všech tratích se dnes používá moderní zabezpečovací zařízení. Všechny stanice jsou vybaveny reléovým zabezpečovacím zařízením a světelnými návěstidly, jízdu vlaků zajišťuje bodový zabezpečovač. Dálkové ovládání je v provozu na všech tratích.
Vozidlový park RhB čítá k březnu 2017 celkem 1 109 vozidel, z toho 345 nákladních vozů. Zvláštností je vedení klasických souprav výkonnými elektrickými vozy nebo jednotkami namísto lokomotiv.
RhB používá ke spřahování vozidel systém s centrálním nárazníkem a dvěma postranními tažnými háky a šroubovkami. Vlaky jsou brzděny samočinnou sací brzdou. Pouze sací brzdou jsou však vybaveny jen nákladní vozy a historická vozidla, běžně provozované osobní vozy mají již vakuem řízenou tlakovou brzdu; proto jsou hnací vozidla (lokomotivy a elektrické jednotky určené k vedení klasických souprav) vybavena jak vývěvou, tak kompresorem a na čela vozidel je vyvedeno napájecí potrubí.

## Světové dědictví UNESCO
Část Rhétské dráhy je od roku 2008 součástí světového kulturního dědictví UNESCO, a to úsek mezi městy Thusis a Svatý Mořic (mimo jiné údolí řeky Albula, délka 67 km) a druhý úsek mezi Svatým Mořicem a italským Tiranem (Berninská dráha, délka 61 km). Pod ochranou UNESCA je tedy cca 30% železnic Rhétské dráhy. Albulský úsek zahrnuje 42 tunelů a galerií, 144 viaduktů a mostů. Na Beninské dráze je celkem 13 tunelů a 52 viaduktů a mostů. Jako důvod pro zařazení do seznamu kulturního dědictví UNESCO bylo uvedeno to, že projekt Rhétské dráhy je příkladem využití železnice k překonání izolace osad ve středních Alpách počátkem 20. století s významným a trvalým socioekonomickým dopadem na život v horách. Představuje vynikající technický, architektonický a ekologický soubor.

## Fotogalerie

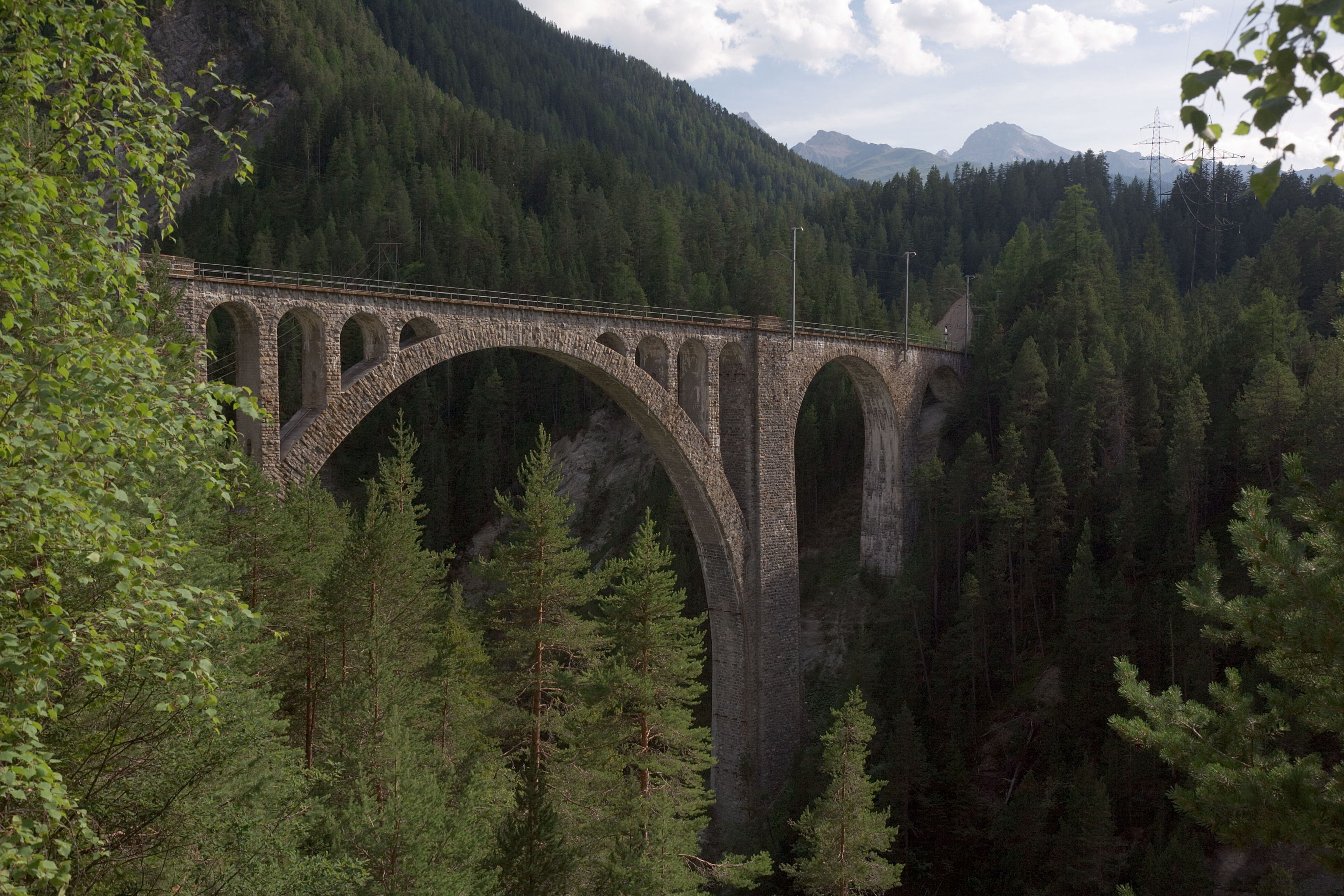
Wiesenský viadukt
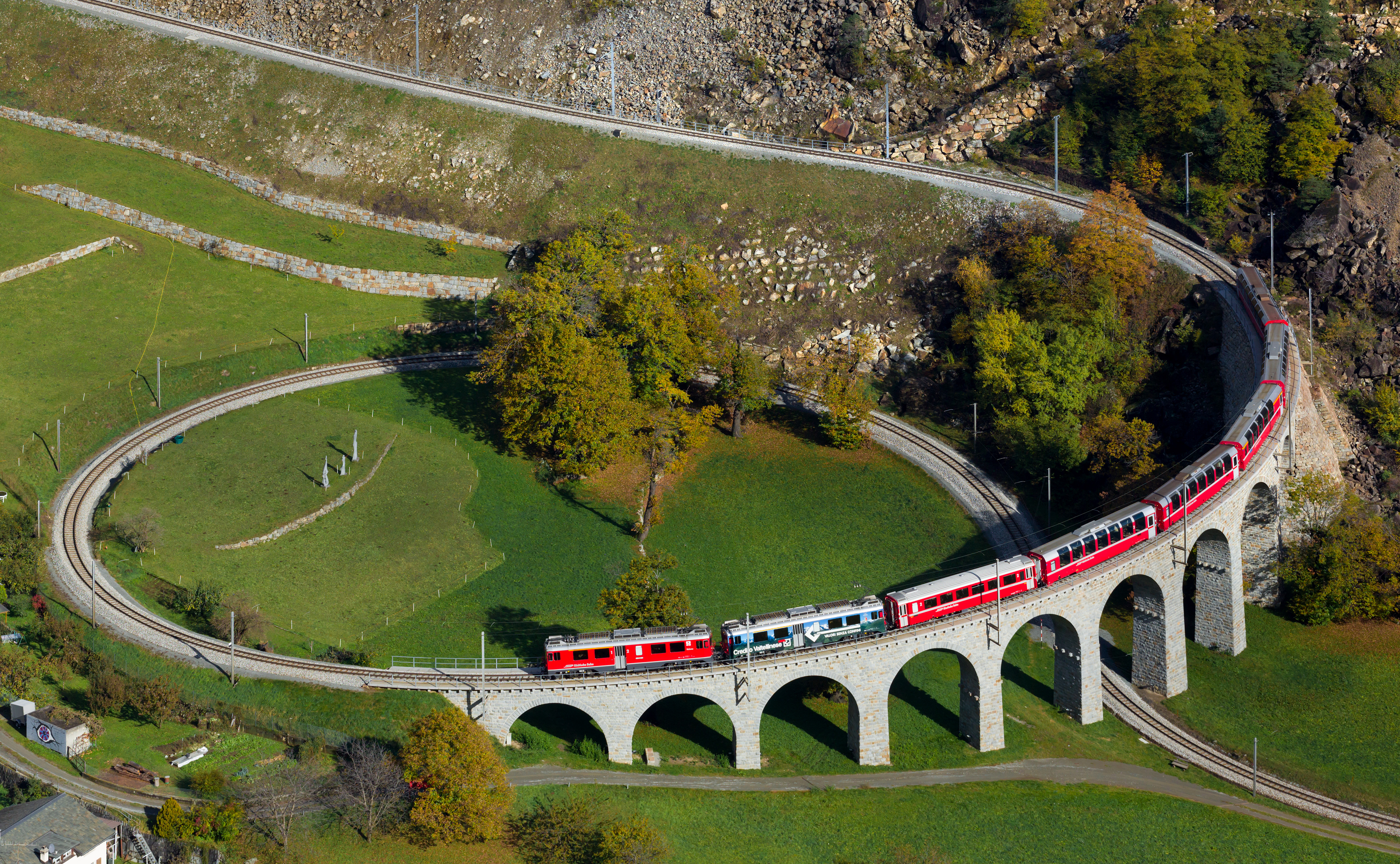
Kruhový viadukt v Brusiu
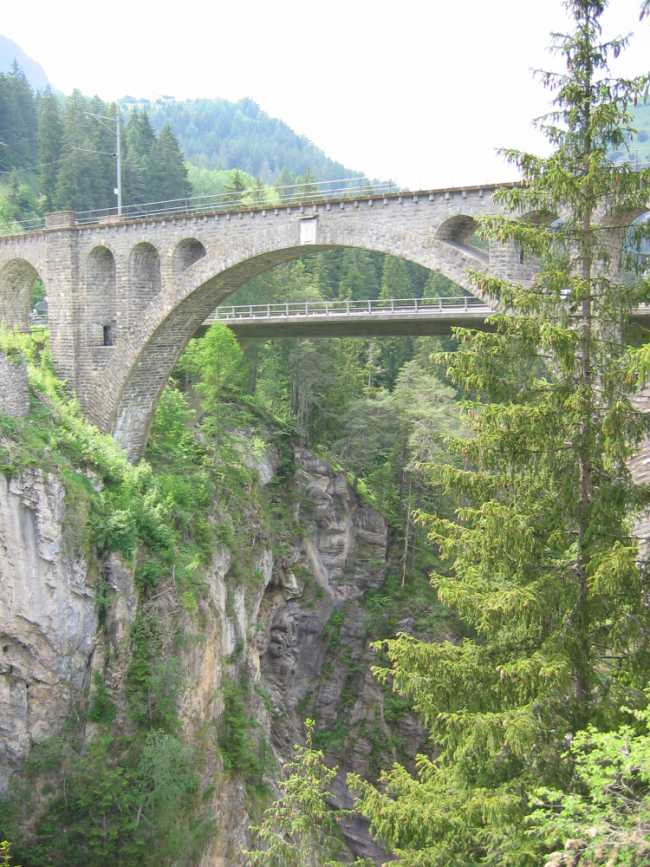
Soliserský viadukt
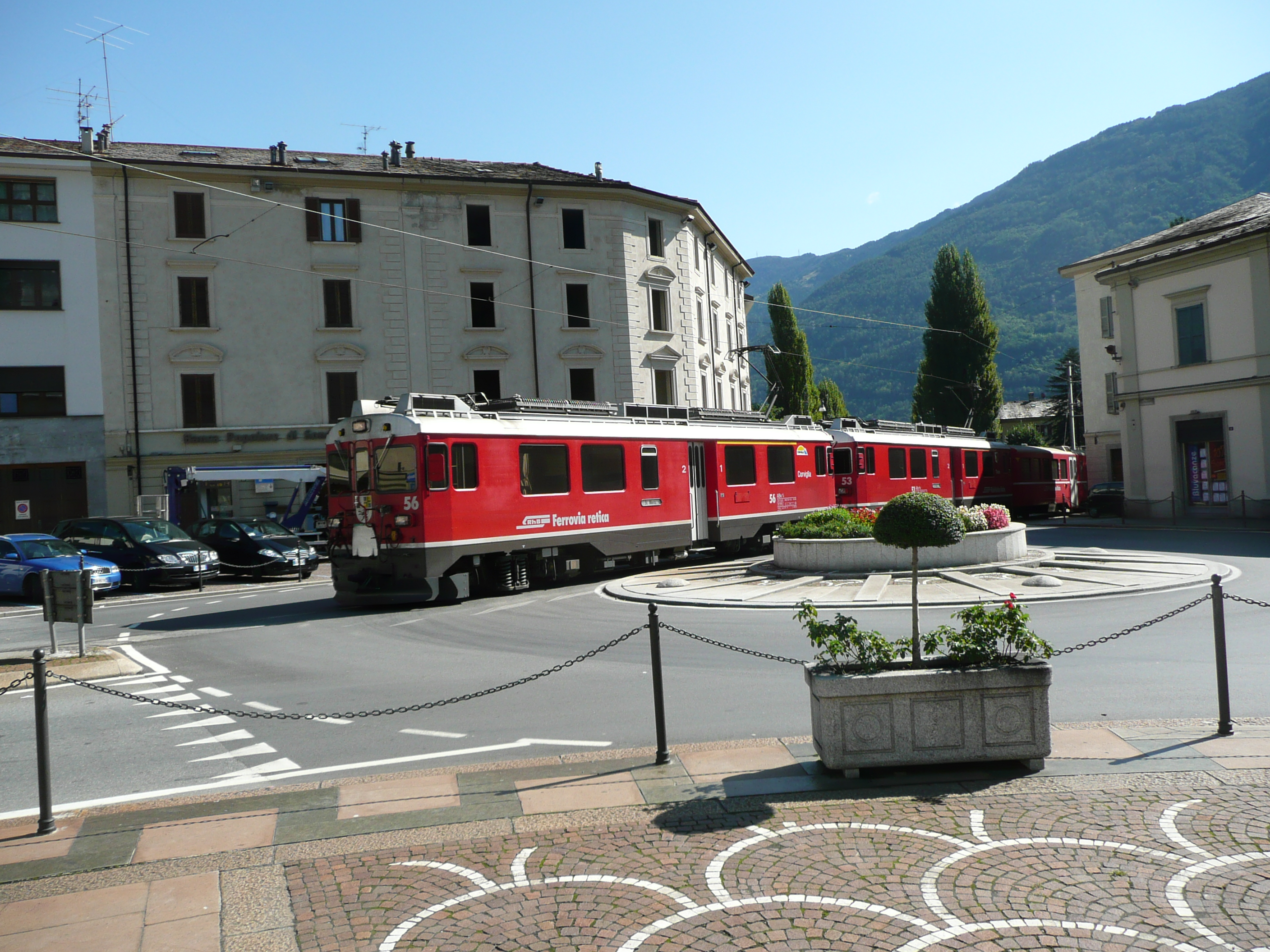
V italském Tiranu se jezdí ulicemi města a přes náměstí.
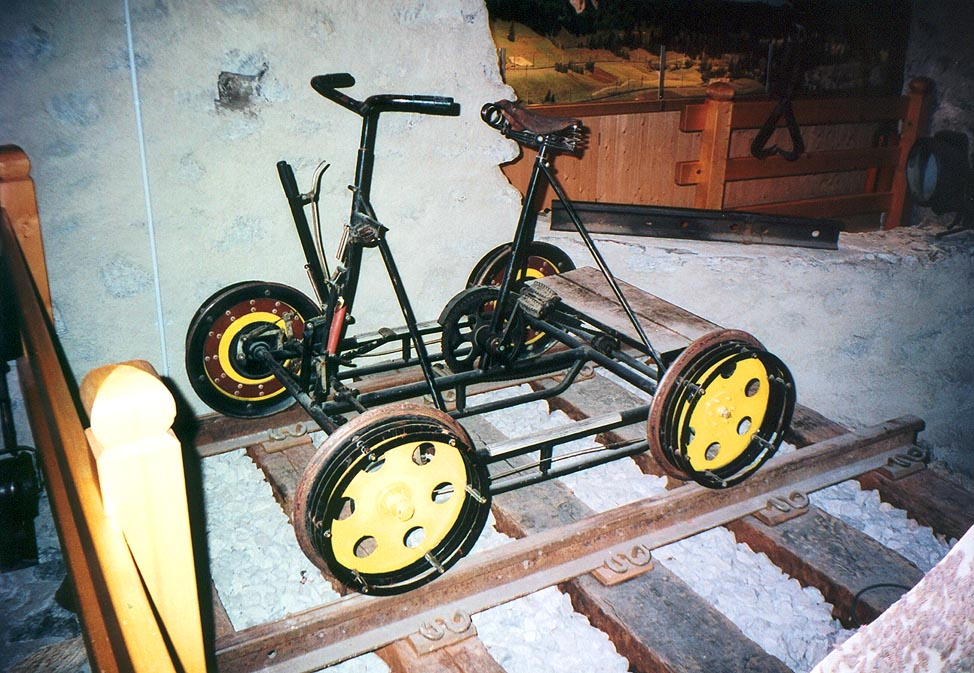
Drezína v bergünském muzeu. Pozoruhodné je odlehčené provedení kol.